# Václav Černý
Václav Černý, född 17 oktober 1997, är en tjeckisk fotbollsspelare som spelar för Rangers, på lån från VfL Wolfsburg.

## Karriär
Černý debuterade för Ajax i Eredivisie den 15 augusti 2015 i en 3–0-vinst Willem II, där han byttes in i den 77:e minuten mot Riechedly Bazoer.
Den 8 juli 2019 värvades Černý av FC Utrecht, där han skrev på ett treårskontrakt med option på ytterligare ett år. Den 13 juli 2020 lånades Černý ut till FC Twente på ett säsongslån. I juli 2021 blev det sedan en permanent övergång till Twente för Černý som skrev på ett tvåårskontrakt.
Den 23 juni 2023 värvades Černý av VfL Wolfsburg, där han skrev på ett fyraårskontrakt. Den 26 juli 2024 lånades Černý ut till skotska Rangers på ett säsongslån.